# 大恐慌 (法國)
大恐慌（法語：la Grande Peur）在法国指的是法国大革命早期，在法国国内尤其是农村地区的社会动荡局面。除了农民们焚烧地契等的实际活动，这时候社会谣言四起，动荡不安。

## 原因
法国历史学家乔治·列斐伏尔 （Georges Lefebvre） 已经证明，可以非常详细地跟踪乡村的起义。起义既有经济原因，也有政治原因，早于 1789 年夏天的事件。正如列斐伏尔所评论的那样，“要让农民起来起义，就不需要法国大革命，正如许多历史学家所说：当恐慌来临时，他已经起来走了”。